# Lartigue (Gers)
Lartigue – miejscowość i gmina we Francji, w regionie Oksytania, w departamencie Gers.
Według danych na rok 1990 gminę zamieszkiwało 137 osób, a gęstość zaludnienia wynosiła 9 osób/km² (wśród 3020 gmin regionu Midi-Pireneje Lartigue plasuje się na 926. miejscu pod względem liczby ludności, natomiast pod względem powierzchni na miejscu 757.).